# محراب‌لی (آغجه‌بدی)
محراب‌لی (به لاتین: Mehrablı) یک منطقه مسکونی در جمهوری آذربایجان است که در شهرستان آغجه‌بدی واقع شده است. این روستا ۱۳۷۰ نفر جمعیت دارد.